# Nabeul (délégation)
Nabeul est une délégation tunisienne dépendant du gouvernorat de Nabeul.
| Hommes | Classe d’âge | Femmes |
| ------ | ------------ | ------ |
| 1 529  | 75 ou +      | 1 788  |
| 5 142  | 60-74 ans    | 5 230  |
| 7 034  | 45-59 ans    | 7 207  |
| 7 483  | 30-44 ans    | 8 197  |
| 8 138  | 15-29 ans    | 7 927  |
| 6 705  | 0-14 ans     | 6 396  |